# NGC 1867
NGC 1867 (również ESO 85-SC53) – gromada otwarta, znajdująca się w gwiazdozbiorze Złotej Ryby, w Wielkim Obłoku Magellana. Odkrył ją John Herschel 3 stycznia 1837 roku.